# Radar interferencyjny
Radar interferencyjny – urządzenie do pomiarów dynamicznych i statycznych odkształceń konstrukcji budowlanych oraz przemieszczeń osuwisk z zastosowaniem technik interferometrii mikrofalowej. Badanie radarem interferencyjnym polega na pomiarze różnic fazowych nadanych i odebranych fal elektromagnetycznych o częstotliwościach rzędu kilkunastu GHz oraz analizie zmian fazy sygnału odbieranego. Radar interferencyjny używa się m.in. do badania drgań wysokich budynków (wieżowce, kominy, pylony) i mostów oraz do monitorowania przemieszczeń na otwartych przestrzeniach (stoki i zbocza). Za pomocą tego urządzenia można wykryć odkształcenia i przemieszczenia wielkości rzędu 0,1 mm z odległości nawet kilku kilometrów. Radar interferencyjny oświetla wiązką elektromagnetyczną cały obiekt, dzięki czemu można analizować jednocześnie kilka miejsc i utworzyć kompleksową mapę i wykresy drgań dla całego obiektu/obszaru.

## Zastosowania
Typowe zastosowania radaru interferencyjnego:
- monitorowania na bieżąco odkształceń i przemieszczeń
- pomiar częstotliwości rezonansowej konstrukcji
- określenie kształtu fal modalnych konstrukcji
- monitoring zboczy i stoków pod kątem zagrożeń osuwiskowych
- monitoring lodowców i pokryw śnieżnych i ocena ryzyka powstania lawin
- monitoring wulkanów i wykrywanie już wczesnych faz erupcji
- monitorowanie tam
- monitoring ścian i zboczy kopalni odkrywkowych

## Przykłady
- radar interferencyjny do pomiarów drgań mostów i konstrukcji budowlanych. georadary.pl. [zarchiwizowane z tego adresu (2009-10-21)].
- radar interferencyjny do monitorowania przemieszczeń osuwisk. georadary.pl. [zarchiwizowane z tego adresu (2009-10-21)].